# J. Weck
Die J. Weck GmbH u. Co. KG, früher J. Weck u. Co. in Öflingen ist ein Hersteller von gewindelosen Gläsern zur Haltbarmachung, Bevorratung und Herstellung von Speisen mittels Einkochen. Die Produkte werden nach einem der Gründer Einweck- oder Weck-Gläser genannt.
Hergestellt werden diese Gläser bei der Tochtergesellschaft Weck Glaswerk GmbH in Bonn. Ebenso werden nach eigener Angabe Weißglasverpackungen für Getränke, Nahrungsmittel sowie Sondergläser produziert. Zu den Produkten der Firma J. Weck zählen auch Sammelbehälter für die Bestimmung des Staubniederschlags nach der Bergerhoff-Methode.

## Geschichte

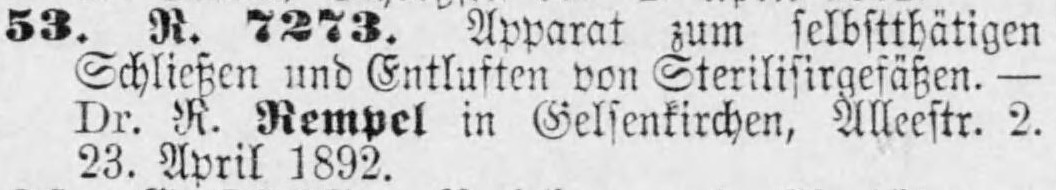
Patenterteilung – Deutscher Reichsanzeiger Nr. 218 vom 15. September 1892

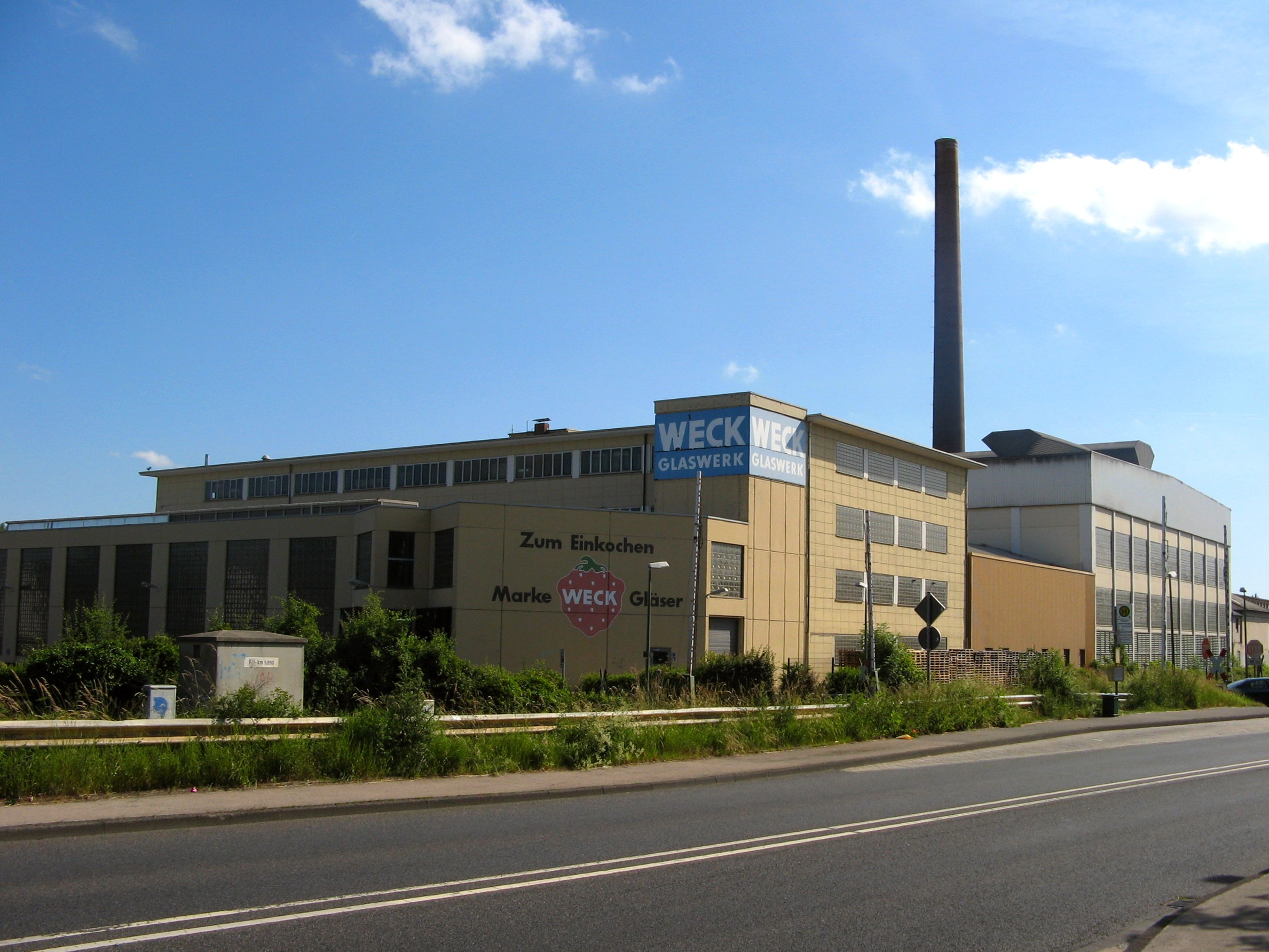
Weck-Glaswerk in Bonn-Duisdorf, 2010

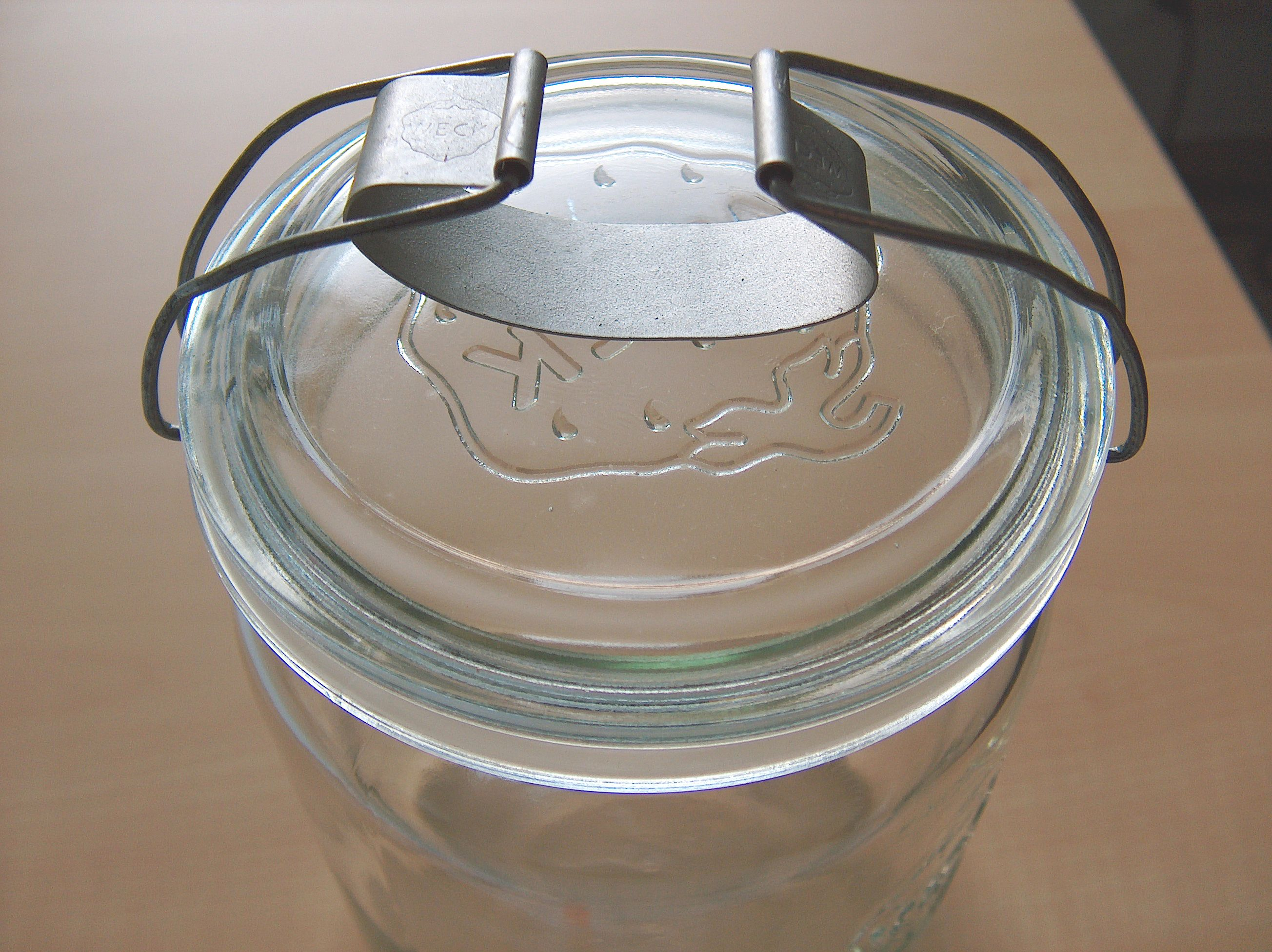
Weckglas mit Bügel

Werbung von 1911

Das heute so genannte Einweck-Verfahren wurde nach 1880 vom Gelsenkirchener Chemiker Rudolf Rempel erfunden und am 23. April 1892 patentiert. Nachdem sein jüngerer Bruder, ein Fabrikant in Plettenberg, die ersten entsprechenden Glasbehältnisse verschickt hatte, interessierte sich der deutsche Unternehmer Johann Carl Weck für das Verfahren und kaufte 1895 das Patent von Albert Hüssener. Er gründete zunächst die Einzelfirma J. Weck in Öflingen. Gemeinsam mit dem Unternehmer Georg van Eyck gründete er am 29. Dezember 1900 in Öflingen die Firma „J. Weck. Gesellschaft mit beschränkter Haftung.“ zunächst „zum Vertrieb von Einkochgläsern, -ringen, -töpfen und -zubehör der Marke Weck“.
Johann Weck schied bereits 1902 aus der Firma aus und van Eyck wurde Alleingesellschafter. Unter seiner Leitung entwickelte sich das Unternehmen schnell. Weck Hauswirtschaftslehrerinnen hielten in Kochschulen, Pfarrhäusern und Krankenhäusern Vorträge um die Konservierungsmethode bekannt zu machen. Er schuf die Marke WECK und investierte früh in eine Glashütte in Friedrichshain in der Niederlausitz. 1924 legte van Eyck die Geschäftsführung nieder und sein Schwiegersohn Albert Hackelsberger übernahm die Führung der Firma, die bis 2023 in den Händen seiner Familie verblieb.
Vor dem Zweiten Weltkrieg gehörten zur Firma Weck dann drei Glashütten (außer Friedrichshain noch im schlesischen Wiesau und Penzig). Diese Anlagen verlor Weck in Folge des Zweiten Weltkriegs durch Enteignung. Als Ersatz baute die Firma 1950 eine neue Glashütte in Bonn-Duisdorf.
Laut Bilanz 2011 war das Unternehmen voll ausgelastet und konnte seinen Umsatz von 38,7 Millionen im Jahr 2010 auf rund 39,5 Millionen Euro steigern.

### Struktur der WECK-Gruppe 2023
- WECK Verwaltungsgesellschaft mit beschränkter Haftung, Wehr – kontrolliert als Komplementär und Mehrheitsgesellschafter die KG. Sie ist hier jedoch auch 100 % Tochter der KG, die damit eine Einheitsgesellschaft ist.
  - J. Weck GmbH u. Co. KG, Wehr – kontrolliert durch Beherrschungsvertrag das Glaswerk; (KG)
    - Weck Glaswerk Gesellschaft mit beschränkter Haftung, Bonn; (Glaswerk)

### Insolvenz
Im Juni 2023 stellte das Unternehmen einen Antrag zur Eröffnung eines Insolvenzverfahrens. Das Insolvenzverfahren über das Vermögen des Unternehmens wurde wegen Zahlungsunfähigkeit am 1. September 2023 als Hauptinsolvenzverfahren eröffnet. Mit Vertrag vom 11. November 2023 verpflichtete sich die Aurelius-Gruppe gegenüber dem Insolvenzverwalter Thilo Braun die J. Weck GmbH und Co. KG zu übernehmen und fortzuführen. Nicht fortgeführt wird allerdings das Verlagsgeschäft. Zwischen der J. Weck GmbH u. Co. KG, Wehr (115 Mitarbeiter) und der Weck Glaswerk Gesellschaft mit beschränkter Haftung, Bonn (260 Mitarbeiter) besteht ein Beherrschungs- und Gewinnabführungsvertrag. Für die Weck Glaswerk Gesellschaft mit beschränkter Haftung hat das Amtsgericht Karlsruhe (102 IN 538/23) am 19. Juni 2023 einen vorläufigen Insolvenzverwalter bestellt und zusätzlich angeordnet, dass Verfügungen der Gesellschaft nur mit Zustimmung des vorläufigen Insolvenzverwalters wirksam sind.
Die WECK Verwaltungsgesellschaft mit beschränkter Haftung, Wehr wurde durch Beschluss des Amtsgerichts Karlsruhe vom 26. September 2023 (30 IN 544/23) über das Vermögen der Gesellschaft das Insolvenzverfahren eröffnet. Die Gesellschaft ist durch Eröffnung des Insolvenzverfahrens über ihr Vermögen (Amtsgericht Karlsruhe, 30 IN 544/23) aufgelöst.
Die Vertriebs- und Verwaltungsfunktionen der KG sollen in die Glasfabrik integriert werden, die damit als einzige der bisher drei Firmen verbleibt.

### Das Verlagsgeschäft
Das Unternehmen gab seit 1901 die Zeitschrift Die Frischhaltung : Ratgeber in allen Haushaltsfragen heraus, die 1950 durch den Titel Ratgeber für Haus und Familie ersetzt wurde. Seit 1977 erscheint das Blatt unter dem Titel Ratgeber Frau und Familie und seit 2011 gibt es auch eine Online-Ausgabe.
Beim J. Weck GmbH und Co. KG Verlag erscheinen außerdem die Zeitschriften Lust auf NATUR und WECK LandJournal für die es ebenfalls Print- und Online-Ausgaben gibt.
Das Verlagsgeschäft ist in Wehr-Öflingen angesiedelt und beschäftigte 2023 25 Mitarbeiter. Da der Finanzinvestor Aurelius, der den Kauf der Firma Weck beabsichtigt, das Verlagsgeschäft nicht weiterführen will, sucht der Insolvenzverwalter für diese Mitarbeiter eine Lösung.